# أبدال بك طالش
أبدال بك طالش (بالفارسية: ابدال بیگ تالش)، المعروف أيضًا باسم دادا بك طالش (بالفارسية: ده‌ده‌بیگ تالش)، كان قائد (أمير) للقزلباش من أصل طالشي، خدم الطريقة الصفوية، وبعد ذلك السلالة التي أنشأتها الطريقة، السلالة الصفوية. تاريخ وفاته غير معروف؛ اختفى من الذكر بعد عام 1513.